# أنتوني روبرتس (كرة سلة)
أنتوني روبرتس (بالإنجليزية: Anthony Roberts)‏ مواليد 15 أبريل 1955 في تشاتانوغا - الوفاة 29 مارس 1997، كان لاعب كرة سلة أمريكي. بدأ مسيرته الاحترافية في سنة 1977. تم اختياره من قبل فريق دنفر ناغتس خلال الدرافت. بلغ طوله 6 قدم 5 بوصة (2.0 م). اعتزل اللعب في 1984.

## المسيرة الاحترافية
لعب مع دنفر ناغتس من سنة 1977 إلى 1980، ثم لعب مع واشنطن ويزاردز في موسم 1980–1981، ثم لعب مع دنفر ناغتس في سنة 1984.

## روابط خارجية
- أنتوني روبرتس على موقع إن بي أي (الإنجليزية)
- أنتوني روبرتس على موقع سبورتس رفرنس (الإنجليزية)
- أنتوني روبرتس على موقع كلية كرة السلة في سبورتس رفرنس.كوم (الإنجليزية)
- أنتوني روبرتس على موقع ريلجم (الإنجليزية)
- أنتوني روبرتس على موقع بروبوليرز (الإنجليزية)